# Sulcosticta striata
Sulcosticta striata is een libellensoort uit de familie van de Platystictidae , onderorde juffers (Zygoptera).
De soort staat op de Rode Lijst van de IUCN als bedreigd, beoordelingsjaar 2008.
De wetenschappelijke naam van de soort is voor het eerst geldig gepubliceerd in 2005 door van Tol.